# Merzouga
Merzouga es un pequeño pueblo en el sureste de Marruecos, a unos 35 kilómetros al sureste de Rissani, a unos 45 kilómetros de Erfoud y unos 60 kilómetros de la frontera con Argelia.
El pueblo es el más famoso de Erg Chebbi, un erg subsahariano, y es por esta razón una parte de los itinerarios de muchos turistas que visitan Marruecos. Merzouga también cuenta con el mayor cuerpo natural de agua en Marruecos. En 2006 Merzouga sufrió devastadoras inundaciones repentinas, desplazando a 1.200 personas y dando lugar a algunas muertes.
Alrededor de las dunas de Erg Chebbi, existen otros pueblos menos conocidos: Hassilabied a 4 km de distancia, Tanamoust a 3 km de distancia, Takoujt a 1,5 km de distancia, Khamlia a 7 km y a 15 km, Tisserdmine. En Khamlia la población es sobre todo gnawa, descendientes de antiguos esclavos mauritanos de Marruecos y tienen una música muy característica en la que utilizan instrumentos que recrean el ruido que hacían las cadenas de sus antepasados. 
Junto con Zagora es una de las zonas más visitadas de Marruecos por los turistas que desean entrar en contacto con el Sahara. Desde allí es posible contratar guías locales para hacer excursiones en dromedario por el desierto y una de las más comunes es pasar una noche en los campamentos de jaimas, a los que se llega tras un paseo en dromedario.
A pesar de estar en el desierto es un pueblo muy preparado para el turismo, con hoteles de todo tipo perfectamente adaptados al turismo internacional desde los que se pueden contratar estas excursiones. El Merzouga Rally, que forma parte del circuito Dakar Series, es otra atracción turística.
Cuenta la leyenda que las Dunas de Merzouga son el resultado de un castigo divino infligido a los habitantes del antiguo pueblo de Merzouga, los cuales mientras celebraban una fiesta rehusaron acoger a una mujer y a sus hijos que llegaron extenuados y murieron al no recibir auxilio. Una furiosa tormenta de arena se levantó cubriendo por completo al pueblo y sus habitantes. Desde entonces dicen que se escuchan gritos a mediodía saliendo de las inmensas dunas.